# Massaker von Kazani

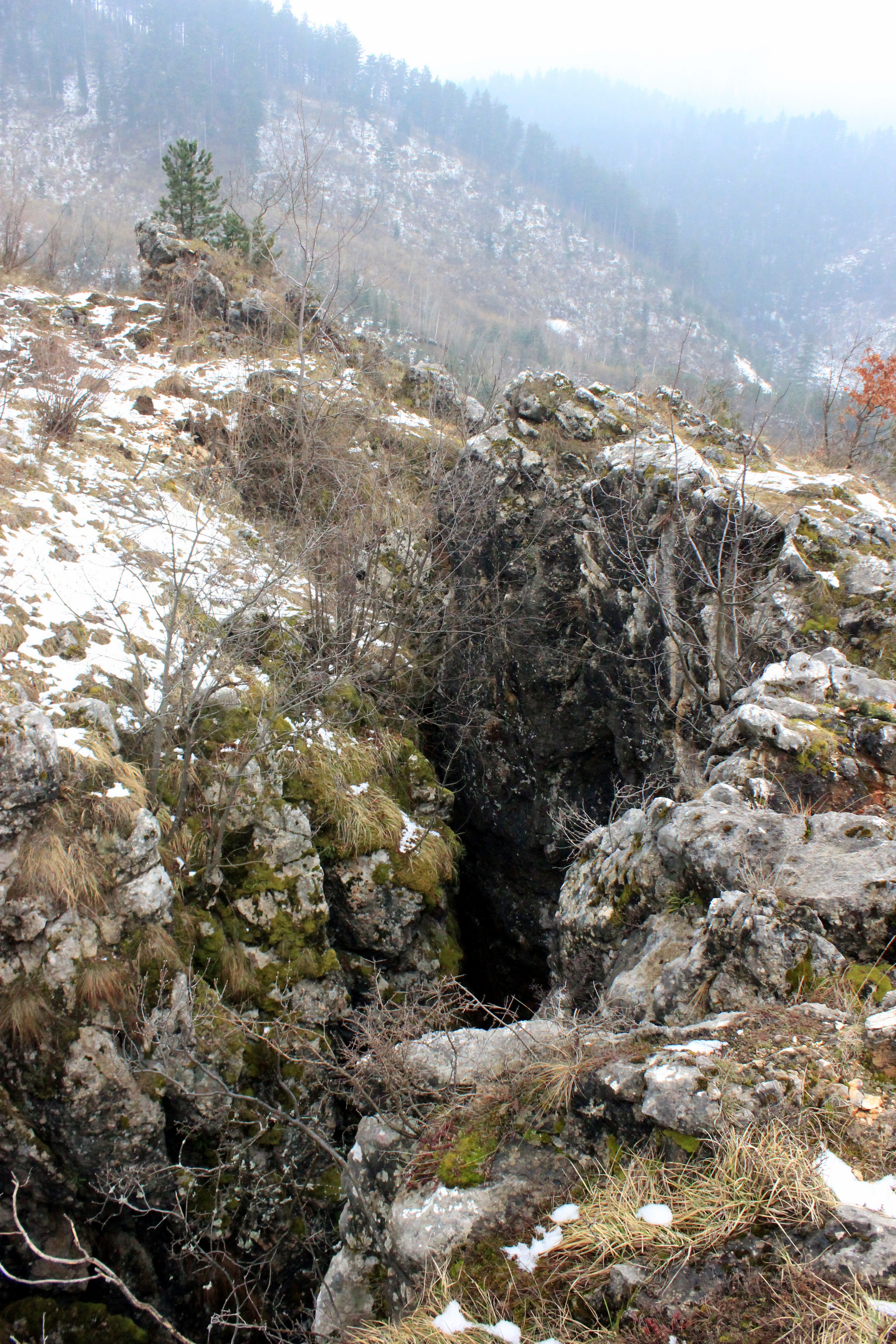
Die Felsspalte Kazani

Das Massaker von Kazani war ein Kriegsverbrechen während des Bosnienkriegs. In Sarajevo wurden zahlreiche serbische Zivilisten zwischen 1992 und 1993 ermordet und einige in die Schachthöhle Kazani am Hang des Berges Trebević oberhalb der Stadt geworfen. Das Massaker wurde von Einheiten der Armee der Republik Bosnien und Herzegowina unter Führung von Mušan „Caco“ Topalović verübt. Bis heute ist unklar, wie viele Personen dort zwischen 1992 und 1993 ermordet wurden. 1993 wurden Leichen und Leichenteile von mehr als 20 Personen geborgen, doch es werden mehr Opfer vermutet. Zu den ältesten ermordeten Opfern gehört etwa das Ehepaar Marina und Radoslav Komljenac, damals 62 und 72 Jahre alt. Kazani ist nicht der einzige Ort in Sarajevo, wo es über den ganzen Krieg zu Morden an Serben kam.
Im November 2021 wurde in Anwesenheit der Sarajevoer Bürgermeisterin Benjamina Karić und des Hohen Repräsentanten der internationalen Gemeinschaft Christian Schmidt ein Denkmal für die Ermordeten eingeweiht.